# Arrondissement du Haut-Taunus
L’arrondissement du Haut-Taunus est un arrondissement (Landkreis en allemand) de Hesse (Allemagne) situé dans le district (Regierungsbezirk en allemand) de Darmstadt. Son chef-lieu est Bad Homburg vor der Höhe.
Situé principalement dans le parc naturel du Haut-Taunus (de), ses points culminants sont le Großer Feldberg (Grand Feldberg, 878 m) et le Kleinen Felberg (Petit Feldberg, 826 m).

## Villes, communes et communautés d'administration
(nombre d'habitants au 31/12/2008)
| Villes 1. Bad Homburg vor der Höhe, statut spécial (51 768) 2. Friedrichsdorf (24 370) 3. Königstein im Taunus (15 764) 4. Kronberg im Taunus (17 461) 5. Neu-Anspach (14 913) 6. Oberursel (Taunus) (43 309) 7. Steinbach (Taunus) (9 898) 8. Usingen (13 289) | Communes 1. Glashütten (5 366) 2. Grävenwiesbach (5 259) 3. Schmitten (8 778) 4. Wehrheim (9 324) 5. Weilrod (6 238) |